# Nicke Andersson
Anders Niklas Andersson, detto Nicke, noto anche con lo pseudonimo di Nicke Royale (1º agosto 1972), è un cantante, chitarrista, batterista e produttore discografico svedese, celebre per essere stato un componente del gruppo death metal Entombed e per aver formato il gruppo garage punk The Hellacopters.

## Discografia

### Con gli Hellacopters
- 1996 - Supershitty to the Max!
- 1997 - Payin' the Dues
- 1999 - Grande Rock
- 2000 - High Visibility
- 2002 - By the Grace of God
- 2005 - Rock & Roll Is Dead
- 2008 - Head Off

### Con gli Entombed
- 1990 - Left Hand Path
- 1991 - Clandestine
- 1993 - Wolverine Blues
- 1997 - DCLXVI: To Ride, Shoot Straight and Speak the Truth

### Con i Supershit 666
- 1999 - Supershit 666

### Con i The Hydromatics
- 1999 - Parts Unknown

### Con i The Solution
- 2004 - Communicate!
- 2007 - Will Not Be Televised

### Con i Death Breath
- 2006 - Stinking up the Night
- 2007 - Let It Stink (EP)

### Con Stefan Sundström
- 2004 - Hjärtats melodi

### Con gli Imperial State Electric
- 2010 - Imperial State Electric
- 2012 - Pop War
- 2013 - Reptile Brain Music

### Con i Lucifer
- 2018 - Lucifer II
- 2020 - Lucifer III